# بول تبيت
بول تبيت (بالإنجليزية: Paul Tibbitt)‏ هو كاتب ومنتج تلفزيوني وكاتب سيناريو ورسام رسوم متحركة وكاتب أغاني وممثل أمريكي، ولد في 13 مايو 1968 بمقاطعة لوس أنجلوس في الولايات المتحدة.

## أعمال

### أفلام
- (2004) فيلم سبونج بوب سكوير بانتس[4]
- (2015)  الإسفنج خارج المياه

### مسلسلات
- سبونج بوب سكوير بانتس

## وصلات خارجية
- بول تبيت على موقع IMDb (الإنجليزية)
- بول تبيت على موقع ألو سيني (الفرنسية)
- بول تبيت على موقع ميوزك برينز (الإنجليزية)
- بول تبيت على موقع أول موفي (الإنجليزية)
- بول تبيت على موقع بوكس أوفيس موجو (الإنجليزية)
- بول تبيت على موقع قاعدة بيانات الأفلام السويدية (السويدية)
- بول تبيت على موقع ديسكوغز (الإنجليزية)
- بول تبيت على موقع قاعدة بيانات الفيلم (الإنجليزية)
- بول تبيت على موقع كينوبويسك (الروسية)